# Dag bij Nacht
Dag bij Nacht is een sciencefictionboek van de Britse schrijfster Tanith Lee.

## Verhaal
Vitra Klovez, dochter van een vooraanstaand vorstenhuis en fabulaste voor het volk, verzint avontuurlijke en romantische verhalen over een mythische beschaving aan de andere kant van hun planeet, die altijd met dezelfde kant naar de zon staat. Ze begint zich af te vragen of haar dromen en fantasieën misschien wel werkelijkheid zijn of er een volk op de donkere kant van de planeet woont.